# نصف‌النهار ۱۲۳ درجه شرقی
نصف‌النهار ۱۲۳ درجه شرقی ۱۲۳مین نصف‌النهار شرقی از گرینویچ است که از لحاظ زمانی ۸ساعت و ۱۲دقیقه با گرینویچ اختلاف زمانی دارد.
این نصف‌النهار از قطب شمال شروع و از مناطق زیر گذشته و به قطب جنوب ختم می‌شود.
- روسیه
- چین
- اقیانوس هند
- استرالیا
- اقیانوس آرام